# Fileb
Fileb (grec: Φίληβος, llatí: Philebus), 360-347 aC, és un dels últims diàlegs de l'antic filòsof grec Plató. Sòcrates és l'orador principal al Fileb, a diferència d'altres darrers diàlegs. Els altres oradors són Fileb i Protarc.

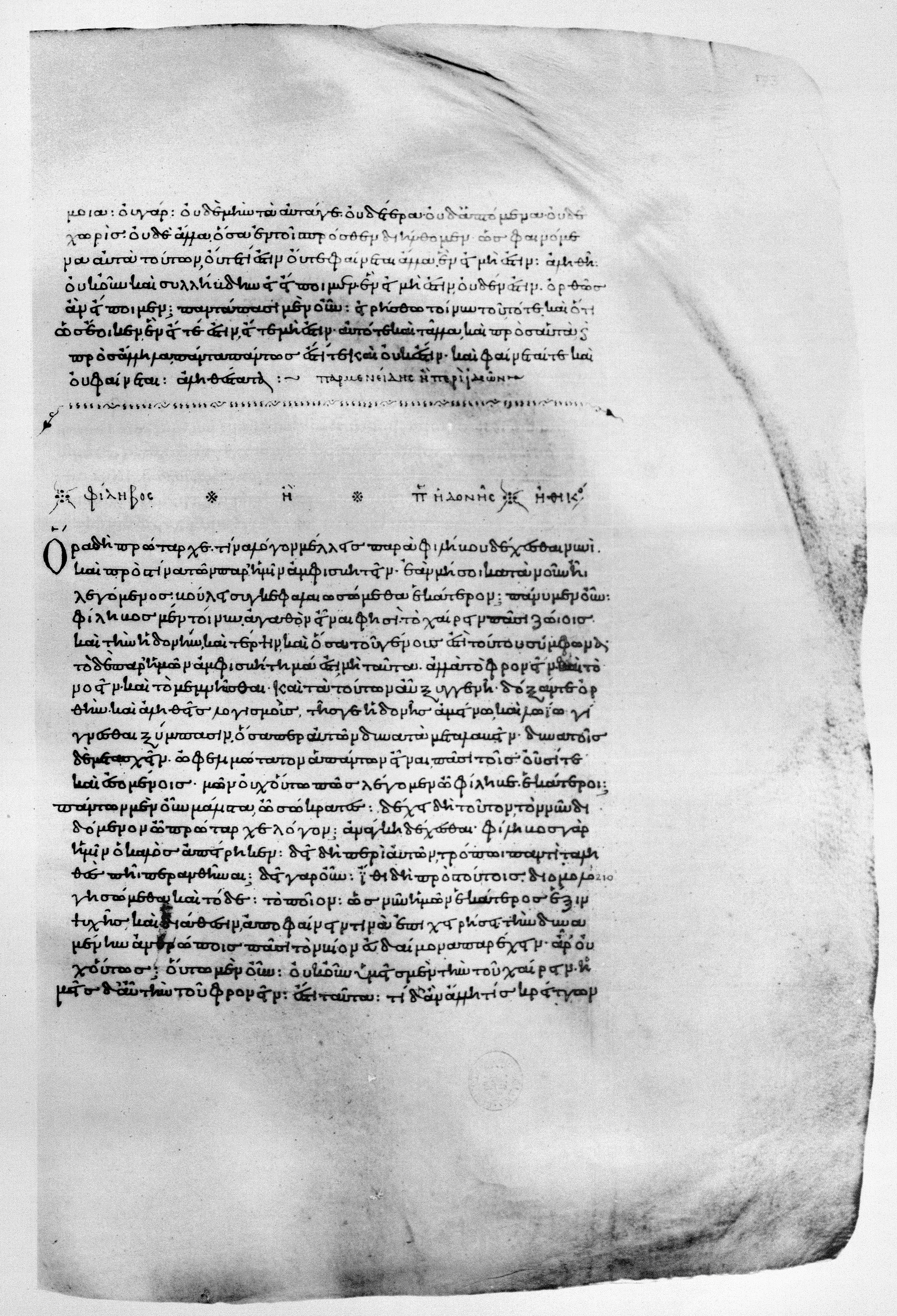
Pàgina de Fileb del més antic manuscrit del Codex Clarkianus (895) conservat a Oxford

Les preocupacions centrals del diàleg són sobre el valor relatiu del plaer i del coneixement, i produeix un model per pensar com es desenvolupen les estructures complexes. Sòcrates comença amb un resum de les dues parts del diàleg:
| « | Fileb deia que el gaudi i el plaer i delit, i la classe de sentiments semblants a aquests, són un bé en cada ésser viu, mentre que jo sostinc, que no aquestes, sinó la saviesa i la intel·ligència i la memòria, i els seus afins, i la correcta opinió i el raonament veritable, són millors i més desitjable que el plaer per a tots els que són capaços de participar en aquests, i que per a tots aquells que estan o arribin a ells, són les més avantatjoses de totes les coses. | » |

Però després n'acaba considerant com a insatisfactòries totes dues, raonant que la vida bona de veritat n'és una barreja mesurada i assenyada de les dues (el plaer i el coneixement). Generalment, es considera que aquest diàleg conté menys humor que els diàlegs anteriors, i posa èmfasi en la filosofia i l'especulació sobre el teatre i la poesia.

## Edicions i traduccions deFileb
català
- Torres i Morales, Bernat (trad.). Fileb.  Girona: Ela Geminada, 2019. ISBN 978-84-948561-6-7.[5]

bilingüe grec-català
- Balasch i Recort, Manuel (trad.). Joan Crexells i Vallhonrat (ed.). Diàlegs: Fileb (en grec antic i català). Volum 17 de Diàlegs, Volum 305 de Escriptors grecs: Text i traducció. 2a edició.  Barcelona: Fundació Bernat Metge, 1997, p. 189 (Col·lecció Catalana dels clàssics grecs i llatins). ISBN 9788472252431.

anglesa
- Jowett, Benjamin (intro, comentari i traducció). Philebus (ebook de franc) (en anglès).  Seattle: The World Wide School, 1999 [Consulta: 12 juny 2010]. Arxivat 2007-03-11 a Wayback Machine.

grega
- John Burnet (ed). Φίληβος Plato. Platonis Opera (edició en línia) (en grec antic).  Oxford University Press, 1903.